# 瀬上あきら
瀬上 あきら（せがみ あきら、10月12日 - ）は、日本の漫画家。女性。東京都出身。血液型AB型。

## 略歴

### 漫画家デビューまで
社会人になるまで、1本も作品を完成させたことがなかったという。そんな中、司馬遼太郎の歴史小説を読んだことがきっかけで、漫画家を志すこととなった。
漫画家になるまでに、占い師やデザイナー、ガードマン、ガソリンスタンドの正社員など20種類近い仕事を経験し、危険物取り扱い免許も取得。
マガジンを選んだ理由は、デビュー前に務めていたガソリンスタンドに置いてある雑誌の中で、マガジンが多かったからだという。

### 漫画家デビュー以降の活動
1996年9月1日、第56回新人漫画賞『人生は上々だ』（『週刊少年マガジン増刊号』）でデビュー。その後、ガードマンを主人公にした読み切り『THE DEFENDER』（1998年5月26日『週刊少年マガジン増刊号』）が掲載。
2002年より『マガジンスペシャル』にて『KAGETORA』を連載。『KAGETORA』連載終了後は2007年、『マガジンスペシャル』において和風ファンタジー『神喰らい 〜カミグライ〜』を3号集中連載。同年、『週刊少年マガジン』24号より『キス☆クラ』を連載し、40号にて完結。2008年、『マガジンスペシャル』No.5より2011年No.12まで『奏 〜かなで〜』を連載した。
2013年8月現在、『実際にあった怖い話』にて心霊漫画の連載、ウェブコミック配信サイト『まんがライフWIN』において時代ものの連載、ウェブコミック誌『EDEN』においてコミックエッセイの連載を行い、漫画作品以外にイラストレーション（文庫本の表紙）も執筆している。

## 作風・人物
『KAGETORA』を始め、作品の多くがラブコメディであるが、本人は実はラブコメが一番苦手と語っている。次に苦手なのがスポーツ系だという。
好みは時代劇であり、多くの作品でそのような雰囲気が見られる。『KAGETORA』が「忍者ラブコメ」になった理由として、「自身の時代モノ好き+（当時の）担当のラブコメが得意」という図式があったからとのこと。また『神喰らい 〜カミグライ〜』は全編通して完全な時代劇の作品となった。
『週刊少年マガジン』2007年25号のインタビューで登場人物の表情はこだわって描いていて、目、眉、口元、視線の方向からそれぞれのキャラのクセまで考慮していると語っている。
主人公とヒロインの関係のみではなく、家族愛などをテーマとした要素も見られる。
作品の中での自画像はカエルの姿。また、人間の姿で聞き役、語り役として登場することもあり、『霊能師寶珠の除霊ファイル』ではセミロングの女性、『刀剣中毒』『精進料理を食べて、いろいろ考えてみた。』ではショートカットで眼鏡の女性の姿で描かれていた。
趣味は旅行、温泉。荒川弘と旅行に行く仲である。

## 作品リスト

### 連載
紙雑誌（後にWeb移籍した「おさきもち〜大江戸妖奇譚〜」も含む）　
- 艶華の花道（『コミックGOTTA』2001年2月号 - 2001年7月号、小学館）
- KAGETORA（『マガジンSPECIAL』2002年No.7 - 2006年No.10、講談社） - 連載に先駆けて「プレ版」も掲載。
  - KAGETORA（『週刊少年マガジン』2005年8号 - 11号、講談社） - 本編に対する「閑話」の短期連載[5]。単行本第8巻に併録。
- 神喰らい 〜カミグライ〜（『マガジンSPECIAL』2007年No.1 - No.3、講談社）
- キス☆クラ（『週刊少年マガジン』2007年24号 - 40号、講談社）
- 奏 〜かなで〜（『マガジンSPECIAL』2008年No.5 - 2011年No.12、講談社）
- 霊能師寶珠の除霊ファイル（『実際にあった怖い話』2010年3月号 - 2013年3月号、大都社） - 単行本未刊行
- おさきもち〜大江戸妖奇譚〜（『ウーマン劇場』2013年4月号 - 8月号 → 『まんがライフWIN』、竹書房）
- 禍事鬼祓録（『実際にあった怖い話』2013年5月号 - 2015年3月号、大都社） - 単行本未刊行
- カラミティ・ロスト（『別冊ドラゴンエイジ』vol.1 - →『ヤングドラゴンエイジ』vol.1、KADOKAWA）
- デスマーチからはじまる異世界狂想曲Ex アリサ王女の異世界奮闘記（原作：愛七ひろ、『月刊ドラゴンエイジ』2018年3月号 - 2018年8月号、KADOKAWA）
- 隊員さまのやる気、お届け!（『MAMOR（マモル）』2021年4月号 - 2023年9月号、扶桑社） - 瀬上が各地の自衛隊員を訪問、志望動機や仕事内容などについて聞くというレポート漫画。
- 悲劇の元凶となる最強外道ラスボス女王は民の為に尽くします。 The Savior's Pride（原作：天壱、作画：かわのあきこ、キャラクター原案：鈴ノ助、『月刊コミックZERO-SUM』2025年5月号[6] - 、一迅社） - ネーム構成担当[6]。

WEBコミック
- 神主さんの日常（『EDEN』2013年3月5日 - 2013年9月20日、マッグガーデン）
- 刀剣中毒（『ゼロサムオンライン』2015年5月8日 - 2015年7月3日、一迅社）
- 精進料理を食べて、いろいろ考えてみた。（『ゼロサムオンライン』2016年7月15日 - 2017年4月21日、一迅社）
- ベイビーゴッド 残虐と純情のメジェドさま（『マンガボックス』2016年第24号 - 2017年第18号、講談社）
- 今夜、寿司屋で。〜至福のおまかせ〜（原作：早川光、『寿司ペディア』2020年2月10日 - 2022年4月26日（48話まで））
  - 今夜、寿司屋で。〜至福の日本酒〜（原作：早川光[7]、『Z』2021年1月29日[8] - 2022年5月13日→『COMIC OGYAAAA!!』2022年5月20日[9] - 2023年2月10日（『ヤンジャン！』でも公開）、ホーム社、集英社） - 〜至福のおまかせ〜をタイトル変更した再掲載だったが、『COMIC OGYAAAA!!』2022年5月27日（49話）からの連載からは初出である。
- なりゆき斎王の入内〜この婚姻、陰謀なりけり〜（原作：小田菜摘、キャラクター原案：凪かすみ、『COMIC BRIDGE』2021年11月5日 - ）

### 読切
紙雑誌
- 人生は上々だ（『週刊少年マガジン』1996年9月1日増刊号、講談社）
- THE DEFENDER（『週刊少年マガジン』1998年5月26日増刊号、講談社）
- 私が憑いてるワ!!（『コミックGOTTA』2000年9月号、小学館） - 単行本『艶華の花道』に併録。
- 光閃堂がいく!（原作：瑳川竜、『週刊少年サンデー超』2001年11月25日号、小学館）
- KAGETORA（『マガジンSPECIAL』2001年No.12、講談社） - 『KAGETORA』連載に先駆けて掲載された「プレ版」[10]。単行本『KAGETORA』第11巻に併録。
- ICE SCREAM!（『週刊少年マガジン』2006年11号、講談社） - 単行本『神喰らい 〜カミグライ〜』に併録。
- 雪女（原作：小泉八雲、『マガジンSPECIAL』2012年No.8、講談社）
- UMAと私（『週刊女性自身』2023年7月11日号、光文社）

WEBコミック
- 猫耳ぱにっく（『@POUCH』2010年1月30日ほか）
- 69億分の1の初恋（『G2Comix』2010年6月29日ほか）

### イラストレーション
- 著：塔山郁『ターニング・ポイント』（『宝島社』、2013年5月24日初版発行） ISBN 978-4-8002-1036-4

### 書籍
- 『艶華の花道』小学館〈GOTTA COMICS〉、2001年7月、ISBN 4-09-158171-4
- 『KAGETORA』講談社〈少年マガジンKC〉、2003年 - 2006年、全11巻
- 『神喰らい 〜カミグライ』講談社〈少年マガジンKC〉、2007年6月15日発売[11]、ISBN 978-4-06-363848-6
- 『キス☆クラ』講談社〈少年マガジンKC〉、2007年、全2巻
- 『奏 〜かなで〜』講談社〈少年マガジンKC〉、2008年 - 2011年、全9巻
- 『おさきもち 〜大江戸妖奇譚〜』竹書房〈BAMBOO COMICS〉、2013年 - 2015年、全4巻
  1. 2013年10月29日発売[12]、ISBN 978-4-8124-8441-8
  2. 2014年6月27日発売[13]、ISBN 978-4-8124-8712-9
  3. 2015年2月27日発売[14]、ISBN 978-4-8019-5098-6
  4. 2015年2月27日発売[15]、ISBN 978-4-8019-5099-3
- 『神主さんの日常』マッグガーデン〈EDEN COMICS〉、2013年 - 2014年、全2巻
  1. 2013年11月、ISBN 978-4-800-00234-1
  2. 2014年12月、ISBN 978-4-800-00384-3
- 『刀剣中毒』一迅社〈IDコミックス ZERO-SUMコミックス〉、2015年7月、ISBN 978-4-7580-3093-9
- 『ベイビーゴッド 残虐と純情のメジェドさま』講談社〈講談社コミックス〉、2016年 - 2017年、全3巻
  1. 2016年9月9日発売[16]、ISBN 978-4-06-395755-6
  2. 2017年1月6日発売[17]、ISBN 978-4-06-395855-3
  3. 2017年5月9日発売[18]、ISBN 978-4-06-395934-5
- 『精進料理を食べて、いろいろ考えてみた。』一迅社、2017年7月、ISBN 978-4-7580-3281-0
- 『デスマーチからはじまる異世界狂想曲 Ex アリサ王女の異世界奮闘記』KADOKAWA〈ドラゴンコミックスエイジ〉、2018年8月
- 『カラミティ・ロスト』KADOKAWA〈ドラゴンコミックスエイジ〉、2018年 - 2020年、全2巻
  1. 2018年11月9日発売[19]、ISBN 978-4-04-072950-3
  2. 2020年2月7日発売[20]、ISBN 978-4-04-073504-7
- 『なりゆき斎王の入内〜この婚姻、陰謀なりけり〜』KADOKAWA〈BRIDGE COMICS〉、2022年 - 、既刊1巻（2022年3月8日現在）
  1. 2022年3月8日発売[21]、ISBN 978-4-04-681201-8
- 『今夜、寿司屋で。 〜至福の日本酒〜』ホーム社〈集英社ホームコミックス〉、2022年 - 2023年、全5巻
  1. 2022年4月19日発売[22]、ISBN 978-4-8342-3309-4
  2. 2022年8月19日発売[23]、ISBN 978-4-8342-3311-7
  3. 2022年12月19日発売[24]、ISBN 978-4-8342-3313-1
  4. 2023年7月19日発売[25]、電子書籍のみ
  5. 2023年7月19日発売[26]、電子書籍のみ